# Galaxia espiral M108
De acuerdo con el manuscrito preliminar de Charles Messier y versión no publicada de su catálogo, M108, al igual que M109, fue descubierta por Pierre Méchain poco después de M97 (la cual se encontró el 16 de febrero de 1781): Méchain descubrió M108 3 días más tarde de M97 el 19 de febrero de 1781, y M109 el 12 de marzo de 1781. Ambos objetos parece que fueron también observados por Charles Messier cuando media la posición de M97 (14 de marzo de 1781), pero aparentemente no encontró el momento propicio para obtener la posición de esos objetos en aquel momento. Messier listó este objeto, M108, bajo el número '98' en su manuscrito, versión preliminar de su catálogo, sin asignarle una posición. De acuerdo con Owen Gingerich, midió una posición precisa un tiempo más tarde la cual fue añadida manualmente en su copia personal del catálogo. 
Ambos objetos, M108 y M109 también son mencionados en la carta de Pierre Méchain del 6 de mayo de 1783, la cual apoya la sospecha de que probablemente quería añadirlas en una edición posterior del catálogo de Messier. El objeto M108 fue añadido finalmente al catálogo de Messier por Owen Gingerich en 1953.
Como el descubrimiento de M108 no había sido publicado, William Herschel redescubrió independientemente este objeto el 17 de abril de 1789, y lo catalogó como H V.46.
El borde cercano de la galaxia M108 parece no tener ninguna protuberancia ni ningún núcleo pronunciado, es solo un disco moteado rico en detalles con un gran oscurecimiento a lo largo del eje mayor, con unas pocas regiones H II y cúmulos de estrellas jóvenes expuestos contra el fondo caótico -- en una palabra: 'Muy Sucio'. Hay pequeñas evidencias de un patrón espiral bien definido es esta galaxia de tipo Sc, la cual se aleja a 772 km/s. De acuerdo con Brent Tully, está a unos 45 millones de años luz de distancia, y es miembro de la nube de la Osa Mayor, una disperso racimo de galaxias. Tully clasifica esta galaxia como SBcd, es decir Sc muy tardía y barrada; el presente autor no puede encontrar evidencias sobre esto a partir de las imágenes conocidas. Es también una galaxia de brote estelar
La supernova de tipo II 1969B tuvo lugar en M108 y alcanzó la magnitud 13,9 el 23 de enero de 1969.
M 108 es bastante sencilla para los aficionados, más sencillo de lo que implican los valores publicados de su brillo (excepción: Don Machholz' estima una mag 9,4). La descripción más acertada es quizá la de John Mallas: 'una belleza blanca plateada, con forma de plato y muy bien definida' con algo de brillo e irregularidades en la región central, rodeada por 'ligeros y oscuros nódulos'. Es un objeto muy alargado con una dimensión angular de 8x1'. ¡Es en realidad sorprendente la cantidad de detalles que pueden verse en esta galaxia con un pequeño instrumento! Las fotografías a color muestran un aspecto incluso más visible de lo que debería, la cual a veces aparece en fotografías de campo abierto del espacio profundo junto a la nebulosa Owl M97, la cual se encuentra a solo 48' al Sureste.
Nota: texto reproducido con la autorización del autor AstroSeti